# Meditrinalia
Meditrinalia era la festa del vino nell'antica Roma. Era celebrata l'11 ottobre e dedicata a Iupiter. Varrone e Festo (uniche fonti, oltre ai calendari) ricordano che in tale occasione si beveva recitando i versi: "vetus novum vinum bibo/ veteri novo morbo medeor" (bevo vino vecchio e nuovo/ pongo rimedio ad un male vecchio e nuovo). Il "nuovo" vino in ottobre è ancora  mosto che viene preparato (ridotto per bollitura e aromatizzato) per essere utilizzato come bevanda dolce (come il moderno "vino cotto" marchigiano e abruzzese) o come rimedio ("medicamento") da mescolare a mosto debole al fine di migliorare la qualità del futuro vino. La mescolanza di cotto nuovo a cotto vecchio o di cotto vecchio a mosto nuovo, con l'intento di rimediare a difetti della bevanda in preparazione, spiegherebbe il significato dei versi tramandati.
Una dea Meditrina sembra essere stata un'invenzione tardo-romana per spiegare l'origine della festa. Il primo resoconto che associava la festa a una tale dea è del grammatico del II secolo d.C. Sesto Pompeo Festo, sulla base del quale le fonti moderne affermano che Meditrina fosse la dea romana della salute, della longevità e del vino, con un significato etimologico di "guaritrice".